# Rampur Naikin
Rampur Naikin is een nagar panchayat (plaats) in het district Sidhi van de Indiase staat Madhya Pradesh. 

## Demografie
Volgens de Indiase volkstelling van 2001 wonen er 9.901 mensen in Rampur Naikin, waarvan 52% mannelijk en 48% vrouwelijk is. De plaats heeft een alfabetiseringsgraad van 54%. 